# Touët-sur-Var
Touët-sur-Var (Occitaans: Lo Toit; Italiaans (verouderd): Toetto di Boglio of Toetto sul Varo) is een gemeente in het Franse departement Alpes-Maritimes (regio Provence-Alpes-Côte d'Azur) en telt 445 inwoners (1999). De plaats maakt deel uit van het arrondissement Nice.

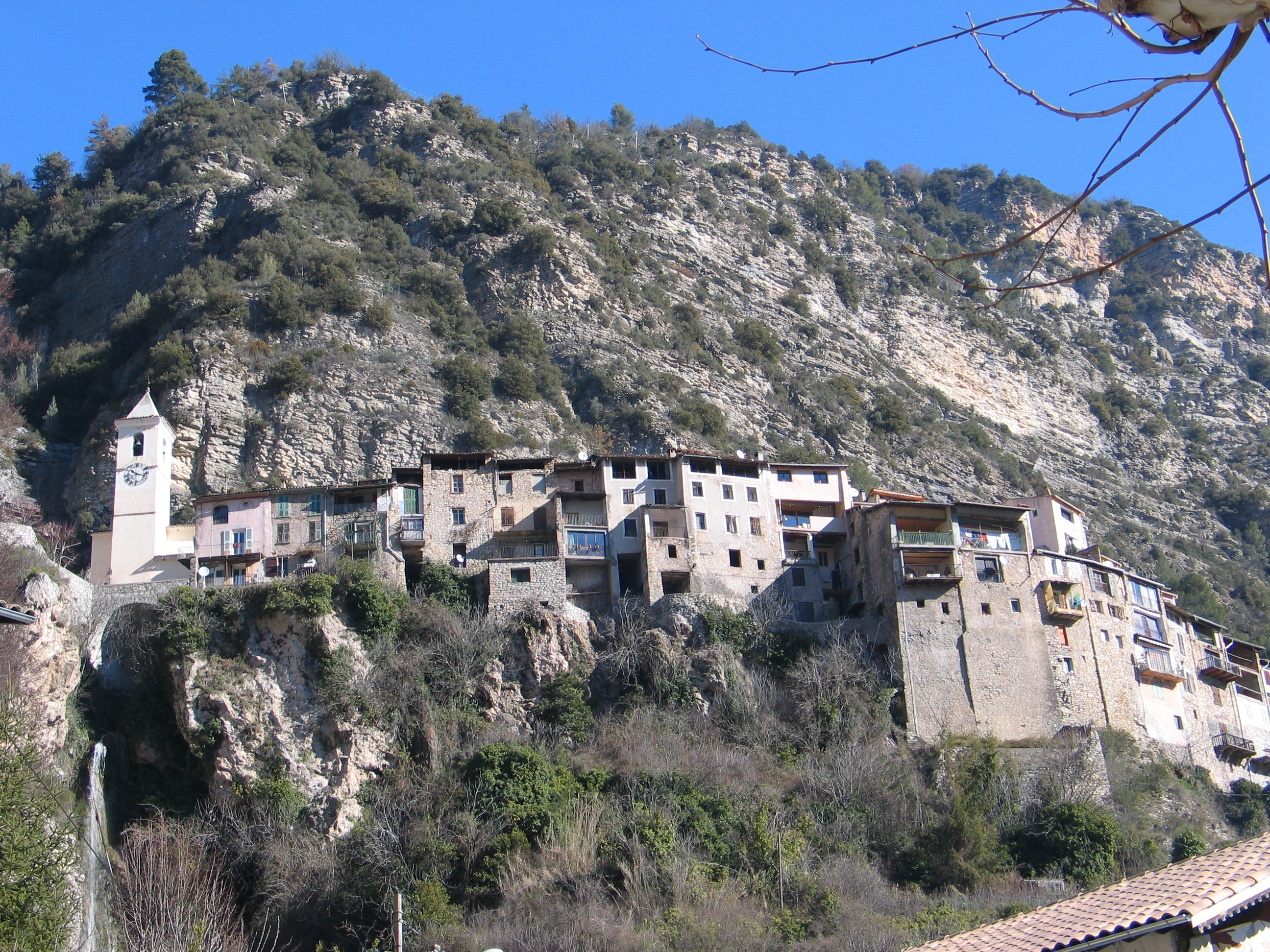
Zicht op Touët-sur-Var

## Geografie
De oppervlakte van Touët-sur-Var bedraagt 14,9 km², de bevolkingsdichtheid is 29,9 inwoners per km². In de gemeente vloeit de Cians samen met de Var.
De onderstaande kaart toont de ligging van Touët-sur-Var met de belangrijkste infrastructuur en aangrenzende gemeenten.

## Demografie
Onderstaande figuur toont het verloop van het inwonertal (bron: INSEE-tellingen).
Vanwege een beveiligingsprobleem met de MediaWiki Graph-software is het momenteel niet mogelijk deze grafiek weer te geven. Zodra de software is bijgewerkt zal de grafiek vanzelf weer zichtbaar worden.